# Cromio-pargasite
La cromio-pargasite (simbolo IMA: Cprg) è un rarissimo minerale del supergruppo dell'anfibolo, all'interno del quale viene collocato nel "gruppo degli anfiboli con W(OH,F,Cl)-dominante" e da lì al sottogruppo degli anfiboli di calcio dove occupa un posto nel "gruppo contenente la radice pargasite nel nome"; essendo un anfibolo, appartiene agli inosilicati e pertanto alla famiglia minerale dei "silicati", e possiede composizione chimica NaCa2(Mg4Cr)(Si6Al2)O22(OH)2.
La cromio-pargasite è definita con:
- sodio in posizione A
- magnesio come catione bivalente e cromo come catione trivalente dominanti in posizione C
- ossidrile (OH) come anione dominante in posizione W.

## Etimologia e storia
La cromio-pargasite è stata scoperta nella miniera di cromite di Akaishi sul monte Higashi-Akaishi (prefettura di Ehime, Giappone) e approvato dall'Associazione Mineralogica Internazionale (IMA) nel 2011 con il nome di ehimeite attribuito in base alla località di scoperta. Nel 2012, nell'ambito della revisione effettuata sul gruppo degli anfiboli, il nome è stato cambiato in cromio-pargasite al fine di creare una convenzione di denominazione coerente per i minerali del gruppo della pargasite.

## Classificazione
Essendo stata approvata dall'IMA come specie minerale indipendente nel 2011, la cromio-pargasite non è elencata nella classica nona edizione della sistematica dei minerali di Strunz, aggiornata fino al 2009.
Il minerale è presente nell'edizione successiva, proseguita dal database "mindat.org" e chiamata Classificazione Strunz-mindat, nella quale la cromio-pargasite è elencata nella classe "9. Silicati (germanati)" e nella sottoclasse "9D. Inosilicati"; questa viene suddivisa in modo più fine in base alla struttura cristallina del minerale, in modo tale che la cromio-pargasite possa essere trovata nella sezione "9.DE Inosilicati con catene doppie di periodo 2, Si4O11; clinoanfiboli" dove forma il sistema nº 9.DE.15.
Nella Sistematica dei lapis (Lapis-Systematik) di Stefan Weiß la cromio-pargasite si trova nella classe dei "silicati" e nella sottoclasse degli "inosilicati"; qui si trova nella sezione riservata ai minerali con struttura "[Si4O11] a due bande 6-; gruppo degli anfiboli; Ca2-anfiboli" dove forma il sistema nº VIII/F.10.

## Abito cristallino
La cromio-pargasite cristallizza nel sistema monoclino nel gruppo spaziale C2/m (gruppo nº 12) con i parametri reticolari a = 9,9176(14) Å, b = 18,0009(12) Å, c = 5,2850(7) Å e β = 105,400(7)°, oltre ad avere 2 unità di formula per cella unitaria.

## Origine e giacitura
La cromio-pargasite è stata trovata lungo le fessure in depositi podiformi di cromitite disseminati in dunite serpentinizzata e associati a rocce della facies metamorfica eclogitica, probabilmente formatisi durante il metamorfismo retrogrado della serpentinizzazione. Il cromo di cui è composta deriva dalla cromite contenuta nella cromitite mentre gli altri elementi provengono dal fluido metamorfico. La paragenesi è con clinocloro povero di cromo, flogopite e kämmererite.
Il minerale è rarissimo ed è stato trovato solo nella sua località tipo, la miniera di "Akaishi" presso Shikokuchūō (prefettura di Ehime, Giappone).

## Forma in cui si presenta in natura
La cromio-pargasite si presenta come cristalli prismatici allungati in direzione dell'asse {\displaystyle c} di circa 1,5 cm, larghi circa 0,5 cm e coperti in alcuni casi di flogopite. Il minerale è trasparente con lucentezza vitrea; il colore va dal verde smeraldo al verde pallido, quello del suo striscio e verde pallido.